# 相模原麻溝公園競技場
相模原麻溝公園競技場（さがみはらあさみぞこうえんきょうぎじょう）は、神奈川県相模原市南区の相模原麻溝公園内にある陸上競技場兼球技場。命名権により「相模原ギオンスタジアム」ともいう。
施設は相模原市が所有し、相模原市スポーツ協会グループ（相模原市スポーツ協会、日本体育施設、NTTファシリティーズ、ギオン）が指定管理者として運営管理を行っている。

## 概要
相模原市が、市内に本格的な陸上競技場を建設することを目的とし、1998年（平成10年）に開催された第53回国民体育大会（かながわ・ゆめ国体）のラグビー会場であった麻溝公園内のスポーツ広場を改装、区域を拡張し、日本陸上競技連盟第2種公認の陸上競技場として整備した。
相模原麻溝公園競技場は2007年（平成19年）4月1日に開設された。2007年4月にフィールド、2009年4月にメインスタンド、2010年4月に電光掲示盤（フルカラーLED）、2011年4月にバックスタンド（1階が屋内練習走路）がオープンした。その後、2014年（平成26年）4月1日に相模原麻溝公園第2競技場が開設された。このほかに2002年（平成15年）4月開設のスポーツ広場、2017年（平成29年）6月開設のグラウンドがある。
2014年、相模原市に本社を置く株式会社ギオンが命名権を取得し、同年3月1日から「相模原ギオンスタジアム」となる（後述）。
当スタジアムを本拠地とするJリーグ・SC相模原はスタジアム建設後の2008年設立ということもあり、J1・J2ライセンス基準は考慮されていない。そのため、座席数（後述）やトイレの数も不足しているほか、諸室（記者会見場など）も一部整備されておらず、SC相模原がJ2リーグに昇格するためにはこれらを整備する必要があるが、相模原市はこれらの整備費用を約50億円と試算しており積極的な整備に踏み切れない状況にある。その内照明については基準を満たす1500Lxのものが2018年4月に設置されている。
なお、2020年東京オリンピック・パラリンピックでは、ブラジルが相模原市を事前キャンプ地としたが、規模の縮小に伴い、さがみはらグリーンプール（相模原市立総合水泳場）と相模原ギオンアリーナ（相模原市立総合体育館）のみとなった。

## 施設

### 主競技場（相模原ギオンスタジアム）
- 日本陸上競技連盟第2種公認[1]
- トラック：全天候舗装、400m×9レーン[1]
- フィールド：天然芝、106×71m
  - サッカー・ラグビー等の公式試合で使用可能
- 雨天走路、約80ｍ×4レーン
- 電光表示盤：フルカラーLED方式
- 夜間照明設備：2018年4月に設置。LED投光器4基計352台導入。（鉄塔式）
- 収容人員：15,300人
  - メインスタンド（個席仕様）：2,823人　内、車椅子スペース42席
  - 北サイドスタンド（芝生）：4,429人　内、車椅子スペース10席
  - 南サイドスタンド（芝生）：4,556人　内、車椅子スペース10席
  - バックスタンド（長椅子仕様）：3,492人　内、車椅子スペース20席
    - Jリーグ開催時は両サイドスタンドが定員外となるため、「入場可能数」は6,291人となっている[7]。なお、Jリーグでは、2019年申請の2020年ライセンスから、Jリーグクラブライセンス制度の規定が一部変更され、既存施設を上位リーグライセンスを初めて取得して3年以内に上位リーグ基準を満たす改修・改築をするか、別の個所に上位リーグ昇格5年以内にそれを満たす新スタジアムの建設計画（この場合でも3年以内に、建設場所・具体的な建設構想をまとめること）がある場合上位リーグライセンスを発行する特例処置が認められるように改定され[8][9]、相模原駅北口の旧在日米軍相模総合補給廠跡地を新スタジアムの建設候補地としたことで、2021年度以後、特例処置を適用したJ2ライセンスを所持している。その後、相模原駅北口へのスタジアム新設が難しくなったことから、海老名市でのスタジアム新設計画を新たに提出し、2026年以降のJ2ライセンス交付を申請し、ライセンス交付の審査が進められている。詳しくは新スタジアム計画も参照のこと。
- 駐車場 一般用243台 大型バス10台 身障者用6台
  - Jリーグ等の試合開催日は、駐車場の一般利用が不可になることがある。

### 第2競技場（相模原ギオンフィールド）
- 日本陸上競技連盟第4種公認
- トラック：全天候型舗装、1周400m×6レーン
- フィールド：人工芝　107m×75m
  - サッカー・ラグビーなどの公式試合や、陸上の投擲種目も実施可能（2021日本学生陸上競技個人選手権大会の会場は大部分はレモンガススタジアム平塚だったが、唯一ハンマー投は相模原ギオンフィールドで行われた）

## 施設命名権
2014年1月9日、相模原市中央区に本社を置く総合物流会社のギオンが相模原麻溝公園競技場および第2競技場の命名権を取得し、相模原市とネーミングライツに関する契約を締結した。2014年3月1日からの3年契約（年額1,000万円）で、相模原麻溝公園競技場は「相模原ギオンスタジアム」（略称：ギオンス）、第二競技場は「相模原ギオンフィールド」の呼称をそれぞれ用いている。2017年には、対象に相模原麻溝公園グラウンド（呼称：相模原ギオンスポーツスクエア）を加え、年額1,050万円でさらに5年更新した。
なお、株式会社ギオンは、FC町田ゼルビアの本拠地である町田市立陸上競技場の命名権ものちに取得（「町田GIONスタジアム」）している。

## 開催された主なイベント・大会

### 陸上競技
- 関東学生陸上競技対校選手権大会
- 全日本大学駅伝関東地区予選会（2019年 - ）
- 四大学対校陸上競技大会
- 相模原駅伝競走大会
- さがみはら元旦マラソン
- 相模原市民陸上競技選手権大会
- 相模原クロスカントリー

### サッカー
- Jリーグ・SC相模原のホームゲーム
- WEリーグ・ノジマステラ神奈川相模原のホームゲーム
- 日本フットボールリーグ公式戦（2010年：FC町田ゼルビア、2012年：Y.S.C.C.横浜）
- 第91回全国高等学校サッカー選手権大会（神奈川県大会準々決勝・全国大会1・2回戦、2014年度の第93回大会でも1・2回戦の会場としても使用）

### ラグビー・アメフト
- 三菱重工相模原ダイナボアーズ（ジャパンラグビーリーグワン）のホームゲーム
- Xリーグ・ノジマ相模原ライズのリーグ戦
- 全国高等学校ラグビーフットボール大会（神奈川県大会準決勝、2009年はニッパ球が改修工事を行ったため決勝会場として使用。）

### コンサート
- ［Alexandros］「THIS FES in Sagamihara」（2024年10月・25年11月）

### 自動車運転免許の高齢者教習
- 自動車運転免許の出張高齢者教習（2025年7月-8月）[13]

## 交通
- 鉄道
  - JR相模線 原当麻駅より徒歩20分[7][14]
- バス
  - 小田急小田原線 相模大野駅北口から神奈川中央交通バス大60系統「女子美術大学」行で「女子美術大学」下車、徒歩6分[7][14]。
    - Jリーグ開催時、上記便は増発される場合がある。

  - JR横浜線 古淵駅から神奈中バス古04系統「女子美術大学」行で「女子美術大学」下車、徒歩6分[7][14]。
  - JR横浜線 相模原駅から神奈中バス相27系統「北里経由相武台前駅」行で「総合体育館前」下車、徒歩15分[7][14]。
- 車
  - 公園内駐車場を利用
  - Jリーグ開催時等はKYB相模工場駐車場を開放し、スタジアムとシャトルバスで結ぶ。

## 脚註
1. 1 2 3 4 5 6 7 8 9  「相模原麻溝公園競技場メインスタンド建設工事」竣工 (PDF) 藤木工務店（記事：建設通信新聞 2009年3月10日、2013年12月27日閲覧
2. 1 2 3  “指定管理者制度導入施設 モニタリングシート”.   相模原市. 2024年10月10日閲覧。
3. ↑  栗田成芳 (2016年2月2日). “昇格ライセンスなし…ジレンマ抱えながら戦う相模原”. 日刊スポーツ 2016年10月9日閲覧。
4. ↑  “市12月補正予算案 小・中学校整備に35億円「ギオンス」の照明設備費も”. タウンニュース. (2016年11月24日) 2017年2月8日閲覧。
5. ↑  “東京五輪事前キャンプ地 ブラジル、相模原市を検討”. タウンニュース. (2017年3月9日) 2017年3月14日閲覧。
6. ↑  “相模原市、オリンピック事前キャンプ「縮小」受け入れへ”.   相模原町田経済新聞. 2024年10月10日閲覧。
7. 1 2 3 4 5  “相模原ギオンスタジアム”. 日本プロサッカーリーグ. 2016年10月9日閲覧。
8. ↑  “相模原駅前「次世代スタジアム」検討へ　スポーツ庁の事業採択で”. 相模原・町田経済新聞. (2019年8月19日)
9. ↑  『クラブライセンス交付第一審機関（FIB）決定による 2021シーズン Jリーグクラブライセンス判定について』（プレスリリース）日本プロサッカーリーグ、2019年9月28日。2021年11月29日閲覧。
10. ↑  “相模原市ネーミングライツ”.  相模原市. 2016年10月9日閲覧。
11. ↑  相模原ギオンスタジアムのネーミングライツ契約を更新いたしました
12. ↑  “J2町田に「町田GIONスタジアム」が誕生！株式会社ギオンがネーミングライツ契約”. 相模原町田経済新聞. (2019年10月23日) 2023年5月9日閲覧。
13. ↑  “運転免許センター及び運転免許センター職員が出張で行う高齢者講習について”.   神奈川県警察 (2025年7月10日). 2025年7月29日閲覧。
14. 1 2 3 4  “アクセス”. 相模原市スポーツ協会グループ. 2013年12月27日閲覧。